# Pelota de tec

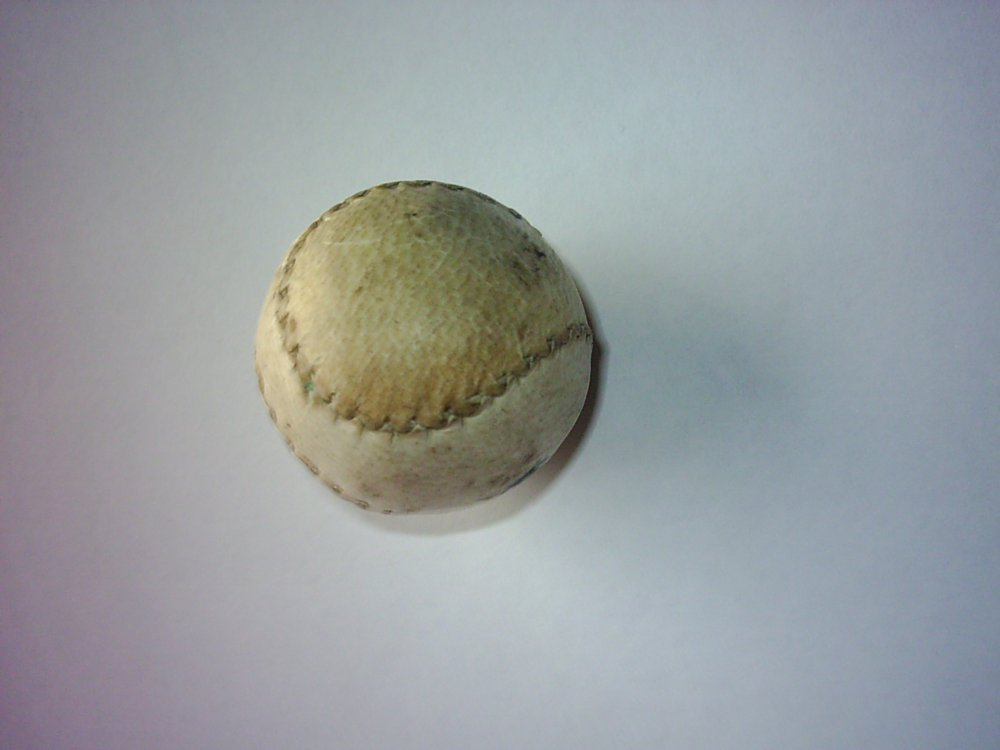
Detalle de una pelota de tec.

La pelota de tec o pilota de tec es uno de los tipos de pelota utilizadas en el juego de la pelota valenciana, siendo la más utilizada en la modalidad de frontón valenciano. Está formada por un núcleo de madera sobre el que se coloca una cabeza de borra y el cual se ata con un hilo de modo que apriete y sujete todo el conjunto y, finalmente, se forra con cuero de cabra, tallada en forma de ocho de la misma manera que la pelota de badana, los cuales se acoplan y cosen con costura a la vista, a diferencia de la pelota de vaqueta. Los pesos y las medidas seon entre 50 y 36 g y entre 50 y 40 mm.